# مارك ستيوارت (كاتب أغاني)
مارك ستيوارت (بالإنجليزية: Mark Stuart)‏ هو كاتب أغاني أمريكي، ولد في 14 أبريل 1968 في أوينسبورو في الولايات المتحدة.

## وصلات خارجية
- مارك ستيوارت على موقع IMDb (الإنجليزية)
- مارك ستيوارت على موقع ميوزك برينز (الإنجليزية)
- مارك ستيوارت على موقع أول ميوزيك (الإنجليزية)
- مارك ستيوارت على موقع ديسكوغز (الإنجليزية)
- مارك ستيوارت على موقع قاعدة بيانات الفيلم (الإنجليزية)